# Creativa
Die Creativa (Eigenschreibweise: CREATIVA: ehem. INTERSTRICK) ist eine Verbrauchermesse im Kreativbereich in Europa. Sie findet jedes Jahr im Frühjahr auf dem Messegelände in Dortmund statt. Veranstalter ist die Messe Dortmund, ein Unternehmen der Westfalenhallen Unternehmensgruppe.
Die Creativa ist eine fünftägige Messe, die seit 1982 jährlich stattfindet. Zielgruppe sind Besucher, die sich privat oder beruflich mit den Themen Handarbeit, Kunsthandwerk, Basteln, Bildung, Malerei, Mode, Textilien, Wohnungs- und Gartengestaltung auseinandersetzen. Neben Verkaufsständen und Ausstellungen finden Vorführungen, künstlerische Darbietungen, Gesprächsrunden und Workshops statt. Zudem werden fachbezogene Aus- und Weiterbildungen für verschiedene Berufsgruppen vorgestellt.
An den letzten beiden Veranstaltungstagen findet auf dem Gelände parallel die Cake Dreams (Eigenschreibweise: CAKE DREAMS) statt, die Schwerpunkte auf Fachgebiete Bäckerei und Konditorei sowie die Schokoladen- und Pralinenproduktion setzt.